# الهجال (حريب)

تعديل مصدري - تعديل

الهجال هي إحدى قرى عزلة ال عقيل بمديرية حريب التابعة لمحافظة مأرب، بلغ تعداد سكانها 205 نسمة حسب تعداد اليمن لعام 2004.